# Dret a l'oblit
El dret a l'oblit és un dret que està directament relacionat amb la protecció de dades personals i que es pot definir com el dret que té el titular d'una dada personal a poder esborrar-la o suprimir-ne informació personal que la persona consideri que no és d'importància degut, per exemple, al pas del temps o si per altra banda pot afectar el desenvolupament dels seus drets fonamentals. Tot i que aquest dret pot veure's enfrontat amb la llibertat d'expressió.
El dret a l'oblit s'ha difós àmpliament en molts països. La primera norma a tractar va ser la Fair Credit Reporting Act aprovada pel Congrés Federal el 1970 als Estats Units, que admet en certes situacions l'eliminació de la informació antiga o caduca.
A Espanya, la llei espanyola de protecció de dades personals (LOPD), regula el dret a l'oblit en matèria de fitxers de morosos en l'article 29.4 que diu que "Només es poden registrar i cedir les dades de caràcter personal que siguin determinants per enjudiciar la solvència econòmica dels interessats i que no es refereixin, quan siguin adverses, a més de sis anys, sempre que responguin amb veracitat a la situació actual d'aquells".

## Antecedents
A l'Argentina, primer va ser reconegut judicialment en un leading case, li van seguir diverses sentències jurídiques de la cambra comercial i després la llei de protecció de dades personals el cristal·litzar en l'art. 26 de la llei 25.326.1 Després del seu exprés reconeixement legal, l'institut es va anar afermant en la jurisprudència. El problema aquí era clar: la gent contreu crèdits, s'endeuta, després no els paga, passen 20 anys, el crèdit està prescrit, el banc no pot reclamar, però el poder de la informació és més fort que una obligació natural, i la persona no pot obtenir un altre crèdit perquè seguia figurant com deutora. Té l'opció de pagar el deute (prescrita) perquè ho esborrin i així poder començar des de zero, o recórrer al dret a l'oblit i eliminar la informació negativa.

### L'actualitat
No són pocs els usuaris i organismes que demanen que, acollint-se al dret de cancel·lació i oposició -que empara als que volen que les seves dades no apareguin o siguin correctes en bases de dades d'internet-, Google no mostri certs resultats que els "persegueixen" tota la vida.
Google, per la seva banda, diu (molt resumidament) que ells simplement es limiten a mostrar a l'usuari on trobar informació sobre la persona requerida, però que no són responsables de les dades que hi hagi penjades en aquest web, i que si volen que aquests detalls personals desapareguin, que li diguin al propietari/editor d'aquesta pàgina perquè els "desvinculi". Que ells es limiten a enllaçar. Així que es neguen a deixar de "indexar" aquestes pàgines. I, en aquestes, l'Audiència Nacional espanyola ha decidit demanar al Tribunal de Luxemburg (UE) que fixi criteri. Es tracta d'interpretar correctament la Directiva 95/46/CE sobre dades personals i la seva lliure circulació.
Durant el 2014 Google va retirar 322.601 enllaços a Europa i 23.891 a Espanya.